# Mike Silliman
Michael Barnwell "Mike" Silliman, född 5 maj 1944 i Louisville, död 16 juni 2000, var en amerikansk basketspelare.
Silliman blev olympisk mästare i basket vid sommarspelen 1968 i Mexico City.